# Meister für Schutz und Sicherheit
Der Meister für Schutz und Sicherheit ist der höchste Berufsabschluss in der Sicherheitsbranche in Deutschland. Meister für Schutz und Sicherheit sind bei Sicherheitsdiensten angestellt, führen selbst entsprechende Dienste oder sind bei großen Unternehmen beispielsweise als Werkschutzleiter tätig.

## Berufsbild
Generell sind Meister für Schutz und Sicherheit zuständig für Sicherheits- und Ordnungsmaßnahmen, die diese planen und entwickeln. Im Rahmen von Projekten werden Sicherheitsanalysen und Konzepte, Vorschläge für die betriebliche Sicherheitspolitik oder die Planung und Entwicklung von technischen und baulichen Sicherheitsmaßnahmen erstellt oder bestehende überprüft und fortgeschrieben. Hohe Verantwortung steht dem Meister hierbei auch in der Kosten- und Leistungsrechnung zu, hier werden eigenständig Budgets verwaltet und Kosten veranschlagt, die für den Betrieb von Sicherheitseinrichtungen oder für Sicherheitspersonal anfallen. Meister für Schutz und Sicherheit bilden auch Auszubildende in den Ausbildungsberufen Fachkraft für Schutz und Sicherheit und "Servicekraft Schutz und Sicherheit" aus. Die Ausbildungabschlüsse bilden hier anerkannte Wissensebenen, welche ansonsten in diesem oft von Quereinsteigern und gering qualifizierten Arbeitskräften geprägten Beruf seltener erreicht werden. Zudem können Meister für Schutz und Sicherheit die Aufgabe übernehmen, eigenständig Weiterbildungsmaßnahmen und Schulungen zu erarbeiten. Im Bereich der betrieblichen Sicherheit bieten sich unterschiedliche Möglichkeiten der Spezialisierung an. Diese können betrieblicher Brandschutz (so auch weitere Fortbildung zum Brandschutzbeauftragten), der innerbetriebliche Ermittlungsdienst oder das Verwalten von Zutrittskontrollsystemen sein.

## Geschichte
Vom 14. Dezember 1989 bis zum 26. März 2003, mit Änderung vom 18. Mai 2004 (BGBl. I S. 433 und BGBl. I S. 1002), war die Bezeichnung „Werkschutzmeister“ für die Vorgänger-Prüfungsordnung gebräuchlich. Diese wurde von der Qualifikation zum „Meister für Schutz und Sicherheit“ ersetzt. Im Vergleich zum Vorgängermodell liegt der Schwerpunkt beim Meister für Schutz und Sicherheit stärker auf den Bereichen Sicherheitstechnik und Betriebswirtschaft. Der Werkschutzmeister hatte im fachrichtungsspezifischen Teil als Besonderheit unter allen IHK Prüfungen ein eigenes Fach für angewandte Psychologie, das stark von der kriminologischen „Polizeipsychologie“ beeinflusst war.
Das aktuelle Modell orientiert sich in den Grundlegenden Qualifikationen am Industriemeister und schreibt in den Fächern auch dieselben Klausuren, die echte Spezialisierung der Prüfung findet erst in den Handlungsspezifischen Qualifikationen statt.

## Zulassungsvoraussetzungen
Für den ersten Prüfungsteil "Grundlegende Qualifikationen".
- eine mit Erfolg abgelegte Abschlussprüfung zur Fachkraft für Schutz und Sicherheit oder in einem anderen anerkannten Ausbildungsberuf, der einem sicherheitsrelevanten  Beruf zugeordnet werden kann,
- Bestehen der Abschlussprüfung zu einem anderen Ausbildungsberuf mindestens zwei Jahre Berufspraxis in der Sicherheitsbranche
- mindestens 5 Jahre Berufspraxis in der Sicherheitsbranche
- erfolgreich abgelegte Prüfung zur geprüften Werkschutzfachkraft IHK (bis 2005)

für den zweiten Prüfungsteil  "Handlungsspezifische Qualifikationen."
- Abgelegte Prüfung in den "Grundlegenden Qualifikation" (nicht älter als fünf Jahre)
- Zusätzlich zur Mindestvoraussetzung zur grundlegenden Qualifikation ein weiteres Jahr Berufspraxis
- bestandene Ausbildereignungsprüfung (AEVO)

## Fortbildungsdauer
Es besteht keine Pflicht, einen Vorbereitungskurs zu besuchen, jedoch wird es aufgrund des Stoffumfanges empfohlen. Die IHK-Stundenempfehlung beträgt 830 Unterrichtsstunden. Ein Kurs kann sowohl in Vollzeit (sechs Monate) oder Teilzeit (12–24 Monate) durchgeführt werden.

## Prüfungsinhalte
| Prüfungsfach                               | Unterrichtsstunden | Prüfungsumfang | Prüfungsart |
| ------------------------------------------ | ------------------ | -------------- | ----------- |
| 00. Lern- und Arbeitsmethodik:             | 10                 | -              | -           |
| Teil A: Grundlegende Qualifikation         | 260                | 270 min.       | -           |
| 01. Rechtsbewusstes Handeln:               | 60                 | 90 min.        | schriftlich |
| 02. Betriebswirtschaftliches Handeln:      | 100                | 90 min.        | schriftlich |
| 03. Zusammenarbeit im Betrieb:             | 100                | 90 min.        | schriftlich |
| Teil B: Handlungsspezifische Qualifikation | 560                | 360 min.       | -           |
| 04. Schutz- und Sicherheitstechnik:        | 150                | 180 min.       | schriftlich |
| 05. Organisation:                          | 260                | 180 min.       | schriftlich |
| 06. Führung und Personal:                  | 150                | 45–60 min.     | mündlich    |
| Zusammenfassung                            | 830                | -              | -           |

## Weiterbildung
- Technischer Betriebswirt (IHK)

Der Technische Betriebswirt ist speziell auf Industriemeister zugeschnitten und vertieft nach der Meisterprüfung weiter Kenntnisse der Betriebswirtschaftslehre Technischer Betriebswirt.
- Geprüfter Betriebswirt (HWO)

Der geprüfte Betriebswirt nach Handwerksordnung vertieft ebenfalls betriebswirtschaftliche Kenntnisse, im Gegensatz zum namensgleichen geprüften Betriebswirt (IHK) (zu dem Industriemeister i. d. R. nicht die Zulassungsvoraussetzungen erfüllen) ist der Abschluss nicht auf die Perspektive "Top-Management im größeren Industriebetrieb" ausgelegt, sondern vor allem für kleine und mittlere Unternehmen (KMU) und die Selbstständigkeit im Handwerk, was außerhalb der Branchenführer oder klassischem unternehmensintern organisiertem Werkschutz eher den Realitäten in der Sicherheitsbranche gleicht.
- Bachelor – Sicherheitstechnik (Security&Safety-Engineering)

Es existieren derzeit (2016) ca. 15 Ingenieurstudiengänge mit Fachrichtung Sicherheitstechnik an Fachhochschulen.
"Sicherheitsingenieure" untersuchen Sicherheitsrisiken und Gefahrenquellen in Betrieben und Unternehmen aller Branchen vor allem der erzeugenden, verarbeitenden oder anwendenden Industrie, verfassen Stellungnahmen über Maßnahmen und Verfahren, mit Hilfe derer Störfälle vermieden werden können und beraten Entwickler, Hersteller und Anwender von technischen Geräten und Anlagen in Bezug auf sicherheitstechnische Aspekte.
- Master - Rescue Engineering/Security&Safety-Engineering

Ingenieure mit einem Abschluss als Master of Rescue engineering (Rettungsingenieure) übernehmen Managementaufgaben bei Rettungsdiensten und im Katastrophenschutz. Sie organisieren und betreiben beispielsweise Notarzt- oder Luftrettungsdienste vor allem in technischer und wirtschaftlicher Hinsicht. Sie befassen sich mit der Ablaufplanung bei routinemäßigen Notfalleinsätzen, aber auch mit Logistikaufgaben bei Katastrophen und bei internationalen Einsätzen. Mit ihrer betriebswirtschaftlichen Kompetenz sorgen sie dafür, dass Abläufe effizient geplant und Ausrüstungen und Hilfsgüter optimal eingesetzt werden.
- Studium der Politik und Sozialwissenschaften

Hierbei erfolgt eine grundlegende Kenntnis von politischen und sozialpsychologischen Zusammenhängen. Diese Kenntnisse können in der Praxis zur Risikoanalyse, Gefahrenabwehr, Einsätzen bei Großveranstaltungen angewandt werden.
- Studium Sicherheitsmanagement (Bachelor&Master)

Die inhaltlichen Schwerpunkte des Studiengangs liegen in den Bereichen Recht, Betriebswirtschaft, Personalführung und Risikomanagement. Hinzu kommen Lehrveranstaltungen mit sozialwissenschaftlicher Orientierung, IT und Fachenglisch.